# آتارواودا

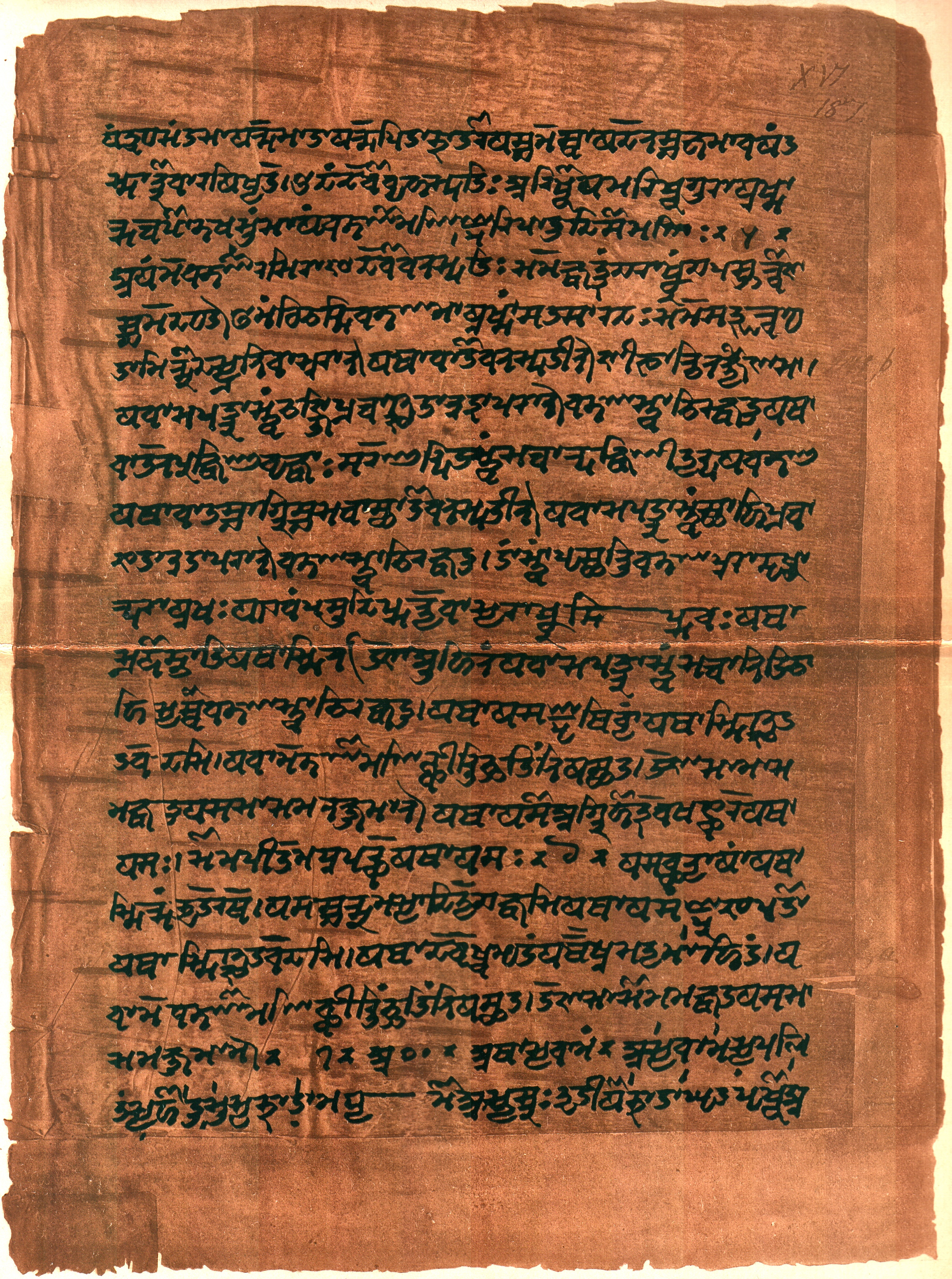
نمایی از صفحه‌ٔ قدیمی‌ترین نسخه از آتارواودا

آثارواودا (Atharvaveda) یکی از چهار ودای آریایی‌های هند و شامل مراسم عمومی مردم و سحر و جادو است.
این کتاب به علت موضوعاتش که رنگ توهمات دراویدی نیز دارند مدت مدیدی شناخته نشده بود و مردم برای آنان زیاد احترام و ارج قائل نبودند و حتی پیامبران آریایی آن را دارای مطالب اصیل نمی‌دانستند، ولی این کتاب شامل اطلاعات مفیدی است دربارهٔ پیشرفت آریاها بطرف مشرق تا حدود بنگال و ترس آنان از ببرهای آن سرزمین. این کتاب سرودهائی راجع به علم پزشکی نیز دارد ولی در قسمت‌های آخر متضمن سرودهائی دربارهٔ سحر و جادوگری و ارواح پلید می‌باشد.
کتاب آتاروا ودا را نخست عبدالقادر بدایونی مؤلف تاریخ معروف «منتخب التواریخ» با کمک بهاون خان (نو مسلم) به فارسی ترجمه کرد ولی زیاد توفیق نیافت. پس از او حاجی ابراهیم سرهندی آن را به فارسی برگرداند و ترجمه‌اش را «اتاربان» نامید. ترجمه حاجی ابراهیم نیز مورد پسند اکبرشاه واقع نشد.

## پیشینه
آتارواودا ودایِ مربوط به آئین‌ها و اعمال جادویی در سنت‌های درمانی است که توسط برهماها روایت می‌شود. این ودا از سنت‌های مذهبی سه ودای دیگر جدا می‌شود و در ابتدا خارج از سه‌گانه دانش یا ترای ویدیا قرار داشت.
تقسیم‌بندی‌ها در دوران ودایی هنوز به طور کامل شکل نگرفته بودند و گاه سه بخش (ترایت) بدون آتارواودا، گاه چهار بخش (چاتورودا) و گاه پنج بخش در نظر گرفته می‌شد. تقسیم‌بندی پنج‌گانه از اصلاحات آیینی توسط کوروها ناشی شد. تا زمان پانینی، قانون پالی و پاتانجلی بود که کانونی شبیه به شکل نهایی وداها به وجود آمد. فهرست‌های کامل‌تر از آثار و مدارس ودایی مانند پراپانچاهرادا در قرون وسطی تدوین شد. احتمالاً فرمول‌های آتارواودا بعداً به عنوان مجموعه‌ای در نظر گرفته شدند و به عنوان چهارمین ودا پذیرفته شدند. این امر احتمالاً با تغییر موقعیت برهماها مرتبط بود که در زمان جنبش سرامنا قدرت خود را از دست می‌دادند و از این فرمول‌ها برای بازگرداندن قدرت خود استفاده می‌کردند.
در شانخایانا-گریاسوترا، آتارواودا به عنوان برهماودا نامیده می‌شود.
آتارواودا تا حدی از اشعار ریگ‌ودا تشکیل شده است. دو نسخه یا شاخه از آن به نام‌های سوناکا و پایپالادا به جا مانده است.
مجموعه آتارواودا با گوپاتا-برهمانا و اوپانیشادهایی مانند مونداکا-اوپانیشاد و ماندوکیا-اوپانیشاد تکمیل شده است، اما بسیاری از اوپانیشادها بعداً به طور مصنوعی به آتارواودا اضافه شده‌اند. وایتانا-سراوترا نیز به این مجموعه تعلق دارد.

## زبان
زبان آتارواودا با سانسکریت موجود در ریگ‌ودا متفاوت است و از اصطلاحات باستانی هندواروپایی نیز در آن استفاده شده است. آتارواودا مجموعه‌ای از ۷۳۰ سرود با حدود ۶۰۰۰ مانترا است که به ۲۰ کتاب تقسیم شده. تقریباً یک ششم از متون آتارواودا از آیات ریگ‌ودا اقتباس شده و به‌جز کتاب‌های ۱۵ و ۱۶، متن عمدتاً به صورت شعر و با تنوعی از اوزان ودایی آمده است. دو نسخه مختلف از این متن - Paippalāda و Śaunakīya - تا دوران معاصر باقی مانده‌اند. برای مدتی تصور می‌شد دست‌نوشته‌های قابل اتکای نسخه Paippalada از بین رفته‌اند، اما در سال ۱۹۵۷ نسخه‌ای به خوبی حفظ شده، در میان مجموعه‌ای از دست‌نوشته‌های روی برگ درخت خرما در اودیسا کشف شد. 
آتارواودا گاهی اوقات «ودای وردهای جادویی» نامیده می‌شود، توصیفی که از سوی برخی دیگر از محققان نادرست تلقی می‌شود. گفته می‌شود که برخلاف «مذهب سلسله مراتبی» سه ودا دیگر، آتارواودا معرف یک «مذهب مردمی» است که نه تنها وردهای جادویی، بلکه آداب و رسوم روزانه برای شروع یادگیری (اوپانایانا)، ازدواج، و مراسم تدفین را نیز در بر می‌گیرد. مراسم سلطنتی و وظایف کاهنان دربار نیز در آتارواودا گنجانده شده است. 
آتارواودا احتمالاً در زمانی هم‌عصر با ساماودا و یاجورودا، یا حدود ۱۲۰۰ تا ۱۰۰۰ سال پیش از میلاد مسیح، به عنوان ودا، تدوین شده است. آتارواودا علاوه بر لایه سمیتا، شامل یک متن برهمن و یک لایه نهایی شامل تأملات فلسفی نیز می‌شود. لایه آخر متن آتارواودا شامل سه اوپانیشاد اصلی است که بر مکاتب مختلف فلسفه هندو تأثیر داشته‌اند. این اوپانیشادها شامل مونداکا اوپانیشاد، ماندوکایا اوپانیشاد و پراشنا اوپانیشاد هستند.